# Campeonato regional de fútbol de Fogo 2016-17
El campeonato regional de Fogo 2016-17 es el campeonato que se juega en la isla de Fogo. Empezó el 26 de noviembre de 2016 y termina el 23 de abril de 2017. El torneo lo organiza la federación de fútbol de Fogo.
Vulcânicos es el equipo defensor del título. De segunda división ascendió el ABC de Patim y perdió la categoría el União de São Lourenço. Un total de 10 equipos participan en la competición, se juegan 18 jornadas a ida y vuelta. Los partidos de los equipos de São Filipe juegan en el estadio 5 de Julho y los de Mosteiros en el estadio Francisco José Rodrigues, los equipos de Santa Catarina do Fogo juegan en São Filipe, al no disponer de un estadio que cumpla con los requisitos para poder disputar partidos de fútbol. El ganador participa el campeonato caboverdiano de fútbol 2017, y los dos que terminan en novena y décima posición descienden a segunda división. La segunda división está compuesta por diez equipos que se dividen en dos grupos.

## Equipos participantes
| Equipo              | Localidad              | Estadio                          |
| ------------------- | ---------------------- | -------------------------------- |
| ABC FC              | São Filipe             | Estadio 5 de Julho               |
| Académica do Fogo   | São Filipe             | Estadio 5 de Julho               |
| Baxada              | Santa Catarina do Fogo | Estadio 5 de Julho               |
| Botafogo FC         | São Filipe             | Estadio 5 de Julho               |
| Cutelinho FC        | Mosteiros              | Estadio Francisco José Rodrigues |
| Juventude           | São Filipe             | Estadio 5 de Julho               |
| Nô Pintcha          | Mosteiros              | Estadio Francisco José Rodrigues |
| Spartak D'Aguadinha | São Filipe             | Estadio 5 de Julho               |
| Valência            | São Filipe             | Estadio 5 de Julho               |
| Vulcânicos          | São Filipe             | Estadio 5 de Julho               |

## Tabla de posiciones
| Pos.                                      | Equipo              | PJ | PG | PE | PP | GF | GC | Dif. | Pts. |
| ----------------------------------------- | ------------------- | -- | -- | -- | -- | -- | -- | ---- | ---- |
| 1                                         | Vulcânicos (C)      | 18 | 14 | 3  | 1  | 66 | 12 | +54  | 45   |
| 2                                         | Académica do Fogo   | 18 | 14 | 3  | 1  | 61 | 10 | +51  | 45   |
| 3                                         | Valência            | 18 | 10 | 2  | 6  | 37 | 33 | +4   | 32   |
| 4                                         | Botafogo FC         | 18 | 9  | 4  | 5  | 34 | 21 | +13  | 31   |
| 5                                         | Nô Pintcha          | 18 | 10 | 1  | 7  | 47 | 31 | +16  | 31   |
| 6                                         | Cutelinho FC        | 18 | 8  | 2  | 8  | 29 | 20 | +9   | 26   |
| 7                                         | ABC FC              | 18 | 6  | 2  | 10 | 25 | 34 | -9   | 20   |
| 8                                         | Spartak D'Aguadinha | 18 | 5  | 4  | 9  | 18 | 27 | -9   | 19   |
| 9                                         | Baxada (D)          | 18 | 1  | 2  | 15 | 21 | 96 | -75  | 5    |
| 10                                        | Juventude (D)       | 18 | 0  | 3  | 15 | 18 | 72 | -54  | 3    |
| Última actualización: 23 de abril de 2017 |                     |    |    |    |    |    |    |      |      |

|  | Clasificado para el campeonato caboverdiano de fútbol 2017. |
|  | Descendido a segunda división de Fogo.                      |

(C) Campeón
(D) Descendido

## Resultados
| Valência  | 0 - 2 | Académica Fogo | 5 de Julho               | 26 de noviembre | 14:00 |
| Baxada    | 2 - 5 | Botafogo       | 5 de Julho               | 26 de noviembre | 16:00 |
| Cutelinho | 0 - 0 | Vulcânico      | Francisco José Rodrigues | 26 de noviembre | 16:00 |
| ABC       | 0 - 3 | Spartak        | 5 de Julho               | 27 de noviembre | 14:00 |
| Juventude | 0 - 4 | Nô Pintcha     | 5 de Julho               | 27 de noviembre | 16:00 |

| Spartak        | 0 - 1 | Cutelinho | 5 de Julho               | 3 de diciembre | 14:00 |
| Académica Fogo | 1 - 0 | Botafogo  | 5 de Julho               | 3 de diciembre | 16:00 |
| Nô Pintcha     | 2 - 0 | ABC       | Francisco José Rodrigues | 3 de diciembre | 16:00 |
| Vulcânico      | 2 - 1 | Valência  | 5 de Julho               | 4 de diciembre | 14:00 |
| Baxada         | 4 - 2 | Juventude | 5 de Julho               | 4 de diciembre | 16:00 |

| Valência       | 6 - 3 | Baxada     | 5 de Julho               | 10 de diciembre | 14:00 |
| ABC            | 0 - 4 | Vulcânico  | 5 de Julho               | 10 de diciembre | 16:00 |
| Cutelinho      | 0 - 1 | Botafogo   | Francisco José Rodrigues | 10 de diciembre | 16:00 |
| Académica Fogo | 3 - 0 | Nô Pintcha | 5 de Julho               | 11 de diciembre | 14:00 |
| Spartak        | 1 - 0 | Juventude  | 5 de Julho               | 11 de diciembre | 16:00 |

| Juventude  | 0 - 6 | Académica Fogo | 5 de Julho               | 17 de diciembre | 14:00 |
| Vulcânico  | 2 - 0 | Spartak        | 5 de Julho               | 17 de diciembre | 16:00 |
| Nô Pintcha | 1 - 1 | Valência       | Francisco José Rodrigues | 17 de diciembre | 16:00 |
| Botafogo   | 4 - 0 | ABC            | 5 de Julho               | 18 de diciembre | 14:00 |
| Baxada     | 0 - 2 | Cutelinho      | 5 de Julho               | 18 de diciembre | 16:00 |

| ABC            | 5 - 2  | Valência   | 5 de Julho               | 22 de diciembre | 14ː00 |
| Baxada         | 0 - 10 | Vulcânico  | 5 de Julho               | 22 de diciembre | 16:00 |
| Académica Fogo | 1 - 0  | Spartak    | 5 de Julho               | 23 de diciembre |       |
| Juventude      | 1 - 2  | Botafogo   | 5 de Julho               | 23 de diciembre |       |
| Cutelinho      | 1 - 2  | Nô Pintcha | Francisco José Rodrigues | 23 de diciembre | 16:00 |

| Spartak        | 1 - 1 | Baxada     | 5 de Julho               | 7 de enero | 14ː00 |
| Académica Fogo | 3 - 0 | ABC        | 5 de Julho               | 7 de enero | 16ː00 |
| Cutelinho      | 3 - 1 | Juventude  | Francisco José Rodrigues | 7 de enero | 16:00 |
| Vulcânico      | 3 - 1 | Nô Pintcha | 5 de Julho               | 8 de enero | 14ː00 |
| Botafogo       | 1 - 1 | Valência   | 5 de Julho               | 8 de enero | 16ː00 |

| Juventude | 1 - 6 | Vulcânico      | 5 de Julho               | 21 de enero | 14ː00 |
| Botafogo  | 4 - 0 | Nô Pintcha     | 5 de Julho               | 21 de enero | 16ː00 |
| Cutelinho | 0 - 1 | Académica Fogo | Francisco José Rodrigues | 21 de enero | 16:00 |
| Baxada    | 0 - 2 | ABC            | 5 de Julho               | 22 de enero | 14ː00 |
| Spartak   | 0 - 1 | Valência       | 5 de Julho               | 22 de enero | 16ː00 |

| Botafogo   | 0 - 0 | Spartak        | 5 de Julho               | 28 de enero | 14ː00 |
| ABC        | 5 - 2 | Juventude      | 5 de Julho               | 28 de enero | 16ː00 |
| Nô Pintcha | 5 - 1 | Baxada         | Francisco José Rodrigues | 28 de enero | 16:00 |
| Valência   | 1 - 0 | Cutelinho      | 5 de Julho               | 29 de enero | 14ː00 |
| Vulcânico  | 2 - 2 | Académica Fogo | 5 de Julho               | 29 de enero | 16ː00 |

| Botafogo   | 1 - 2 | Vulcânico      | 5 de Julho               | 11 de febrero | 14ː00 |
| Valência   | 5 - 1 | Juventude      | 5 de Julho               | 11 de febrero | 16ː00 |
| Nô Pintcha | 3 - 1 | Spartak        | Francisco José Rodrigues | 11 de febrero | 16ː00 |
| ABC        | 0 - 1 | Cutelinho      | 5 de Julho               | 12 de febrero | 14ː00 |
| Baxada     | 1 - 5 | Académica Fogo | 5 de Julho               | 12 de febrero | 16ː00 |

| Académica Fogo | 6 - 0 | Valência  | 5 de Julho               | 18 de febrero | 14ː00 |
| Botafogo       | 4 - 0 | Baxada    | 5 de Julho               | 18 de febrero | 16ː00 |
| Nô Pintcha     | 6 - 1 | Juventude | Francisco José Rodrigues | 18 de febrero | 16ː00 |
| Vulcânico      | 1 - 0 | Cutelinho | 5 de Julho               | 19 de febrero | 14ː00 |
| Spartak        | 2 - 0 | ABC       | 5 de Julho               | 19 de febrero | 16ː00 |

| ABC       | 2 - 1 | Nô Pintcha     | 5 de Julho               | 25 de febrero | 14ː00 |
| Botafogo  | 1 - 0 | Académica Fogo | 5 de Julho               | 25 de febrero | 16ː00 |
| Cutelinho | 2 - 2 | Spartak        | Francisco José Rodrigues | 25 de febrero | 16ː00 |
| Valência  | 0 - 2 | Vulcânico      | 5 de Julho               | 26 de febrero | 14ː00 |
| Juventude | 2 - 2 | Baxada         | 5 de Julho               | 26 de febrero | 16ː00 |

| Baxada     | 1 - 4 | Valência       | 5 de Julho               | 11 de marzo | 14ː00 |
| Vulcânico  | 2 - 1 | ABC            | 5 de Julho               | 11 de marzo | 16ː00 |
| Nô Pintcha | 1 - 4 | Académica Fogo | Francisco José Rodrigues | 11 de marzo | 16ː00 |
| Botafogo   | 2 - 4 | Cutelinho      | 5 de Julho               | 12 de marzo | 14ː00 |
| Juventude  | 1 - 1 | Spartak        | 5 de Julho               | 12 de marzo | 16ː00 |

| Académica Fogo | 3 - 0  | Juventude  | 5 de Julho               | 18 de marzo | 14ː00 |
| Spartak        | 1 - 5  | Vulcânico  | 5 de Julho               | 18 de marzo | 16ː00 |
| Cutelinho      | 10 - 0 | Baxada     | Francisco José Rodrigues | 18 de marzo | 16ː00 |
| Valência       | 0 - 4  | Nô Pintcha | 5 de Julho               | 19 de marzo | 14ː00 |
| ABC            | 0 - 0  | Botafogo   | 5 de Julho               | 19 de marzo | 16ː00 |

| Valência   | 2 - 1 | ABC            | 5 de Julho               | 25 de marzo | 14ː00 |
| Vulcânico  | 8 - 1 | Baxada         | 5 de Julho               | 25 de marzo | 16ː00 |
| Nô Pintcha | 3 - 0 | Cutelinho      | Francisco José Rodrigues | 25 de marzo | 16:00 |
| Spartak    | 1 - 2 | Académica Fogo | 5 de Julho               | 26 de marzo | 14ː00 |
| Botafogo   | 2 - 2 | Juventude      | 5 de Julho               | 26 de marzo | 16ː00 |

| Baxada     | 0 - 2 | Spartak        | 5 de Julho               | 1 de abril | 14:00 |
| ABC        | 3 - 3 | Académica Fogo | 5 de Julho               | 1 de abril | 16:00 |
| Nô Pintcha | 2 - 1 | Vulcânico      | Francisco José Rodrigues | 1 de abril | 16:00 |
| Juventude  | 1 - 4 | Cutelinho      | 5 de Julho               | 2 de abril | 14:00 |
| Valência   | 2 - 1 | Botafogo       | 5 de Julho               | 2 de abril | 16:00 |

| Vulcânico      | 10 - 0 | Juventude | 5 de Julho               | 8 de abril | 14:00 |
| Académica Fogo | 4 - 0  | Cutelinho | 5 de Julho               | 8 de abril | 16:00 |
| Nô Pintcha     | 1 - 3  | Botafogo  | Francisco José Rodrigues | 8 de abril | 16:00 |
| ABC            | 3 - 1  | Baxada    | 5 de Julho               | 9 de abril | 14:00 |
| Valência       | 5 - 1  | Spartak   | 5 de Julho               | 9 de abril | 16:00 |

| Spartak        | 0 - 3  | Botafogo   | 5 de Julho               | 15 de abril | 14:00 |
| Juventude      | 1 - 3  | ABC        | 5 de Julho               | 15 de abril | 16:00 |
| Cutelinho      | 0 - 1  | Valência   | Francisco José Rodrigues | 15 de abril | 16:00 |
| Baxada         | 4 - 11 | Nô Pintcha | 5 de Julho               | 16 de abril | 14:00 |
| Académica Fogo | 1 - 1  | Vulcânico  | 5 de Julho               | 16 de abril | 16:00 |

| Vulcânico      | 5 - 0  | Botafogo   | 5 de Julho               | 22 de abril | 14:00 |
| Juventude      | 2 - 5  | Valência   | 5 de Julho               | 22 de abril | 16:00 |
| Cutelinho      | 1 - 0  | ABC        | Francisco José Rodrigues | 22 de abril | 16:00 |
| Spartak        | 2 - 0  | Nô Pintcha | 5 de Julho               | 23 de abril | 14:00 |
| Académica Fogo | 14 - 0 | Baxada     | 5 de Julho               | 23 de abril | 16:00 |

### Evolución de las posiciones
| Equipo / Jornada | 01 | 02 | 03 | 04 | 05 | 06 | 07 | 08 | 09 | 10 | 11 | 12 | 13 | 14 | 15 | 16 | 17 | 18 |
| ---------------- | -- | -- | -- | -- | -- | -- | -- | -- | -- | -- | -- | -- | -- | -- | -- | -- | -- | -- |
| ABC              | 9  | 9  | 10 | 10 | 8  | 9  | 8  | 7  | 7  | 8  | 8  | 8  | 8  | 8  | 8  | 7  | 7  | 7  |
| Académica        | 4  | 2  | 1  | 1  | 1  | 1  | 1  | 1  | 1  | 1  | 2  | 2  | 2  | 2  | 2  | 2  | 2  | 2  |
| Baxada           | 8  | 7  | 8  | 8  | 9  | 8  | 9  | 9  | 9  | 9  | 9  | 9  | 9  | 9  | 9  | 9  | 9  | 9  |
| Botafogo FC      | 2  | 5  | 4  | 3  | 3  | 3  | 3  | 3  | 3  | 3  | 3  | 3  | 3  | 3  | 4  | 3  | 3  | 4  |
| Cutelinho FC     | 6  | 4  | 6  | 5  | 5  | 4  | 4  | 6  | 6  | 6  | 5  | 5  | 5  | 5  | 5  | 6  | 6  | 6  |
| Juventude        | 10 | 10 | 9  | 9  | 10 | 10 | 10 | 10 | 10 | 10 | 10 | 10 | 10 | 10 | 10 | 10 | 10 | 10 |
| Nô Pintcha       | 1  | 1  | 3  | 4  | 4  | 5  | 5  | 4  | 4  | 4  | 4  | 4  | 4  | 4  | 3  | 4  | 4  | 5  |
| Spartak          | 3  | 6  | 5  | 6  | 6  | 6  | 7  | 8  | 8  | 7  | 7  | 7  | 7  | 7  | 7  | 8  | 8  | 8  |
| Valência         | 7  | 8  | 7  | 7  | 7  | 7  | 6  | 5  | 5  | 5  | 6  | 6  | 6  | 6  | 6  | 5  | 5  | 3  |
| Vulcânicos       | 5  | 3  | 2  | 2  | 2  | 2  | 2  | 2  | 2  | 2  | 1  | 1  | 1  | 1  | 1  | 1  | 1  | 1  |

| Campeón Vulcânicos 10.o título |

## Estadísticas
- Mayor goleada: Académica Fogo 14 - 0 Baxada (23 de abril)
- Partido con más goles: Baxada 4 - 11 Nô Pintcha (16 de abril)
- Mejor racha ganadora: Académica Fogo; 7 jornadas (jornada 1 a 7) y Valência; 7 jornadas (jornada 12 a 18)
- Mejor racha invicta: Vulcânicos; 14 jornadas (jornada 1 a 14)
- Mejor racha marcando: Vulcânicos; 17 jornadas (jornada 2 a 18)
- Mejores racha imbatida: Académica Fogo; 7 jornadas (jornada 1 a 7)
- Máximo goleador: Luizim; 26 goles (Nô Pintcha)